# Diphtherocome burmana
Diphtherocome burmana là một loài bướm đêm trong họ Noctuidae.